# Bruce Carter
Bruce Carter (Havelock, 19 febbraio 1988) è un giocatore di football americano statunitense che gioca nel ruolo di linebacker per gli Atlanta Falcons della National Football League (NFL). Fu scelto nel corso del secondo giro (40º assoluto) del Draft NFL 2011 dai Dallas Cowboys. Al college ha giocato a football all'Università della Carolina del Nord a Chapel Hill.

## Carriera professionistica

### Dallas Cowboys
Considerato uno dei migliori prospetti tra i linebacker disponibili nel Draft 2011, Carter fu scelto nel corso del secondo giro dai Dallas Cowboys. Nella sua stagione da rookie disputò dieci partite, nessuna delle quali come titolare, mettendo a segno 8 tackle e un passaggio deviato.
Nella prima gara della stagione 2013, Carter guidò i Cowboys con 9 tackle e un sack su Eli Manning nella vittoria sui New York Giants. La sua annata si concluse con i nuovi primati personali in tackle (96), sack (2) e passaggi deviati (3), disputando 15 partite, tutte tranne due come titolare.
Nella settimana 3 del 2014, Carter mise a segno il suo primo intercetto ritornandolo in touchdown nella vittoria in rimonta contro i St. Louis Rams. La sua stagione si chiuse al terzo posto nella NFL con 5 intercetti, oltre a 68 tackle e un sack.

### Tampa Bay Buccaneers
L'11 marzo 2015 Carter firmò un contratto quadriennale del valore di 17 milioni di dollari con i Tampa Bay Buccaneers.

## Statistiche
| Partite totali   | 49  |
| Partite titolare | 32  |
| Tackle totali    | 242 |
| Sack             | 3,0 |
| Intercetti       | 5   |
| Fumble forzati   | 0   |

Statistiche aggiornate alla stagione 2014